# Brandmajster

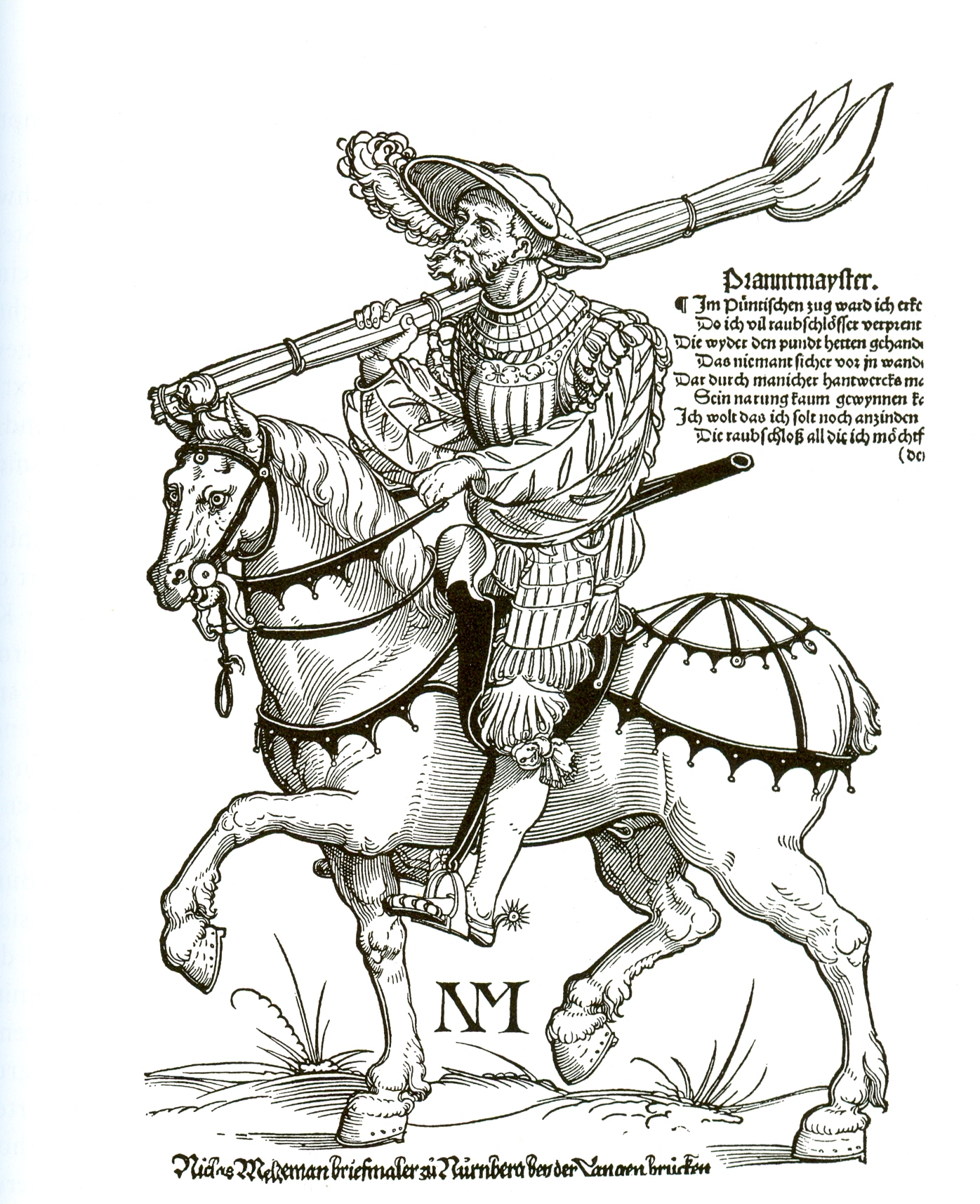
Brandmeister
Drzeworyt z 1535

Brandmajster to stopień oficerski w dawnych, zawodowych strażach pożarnych (ogniowych). Odpowiadał on stopniowi kapitana w wojsku.